# Шармаши
Шармаши — село в Тюлячинском районе Татарстана. Входит в состав Узякского сельского поселения.

## География
Находится в северо-западной части Татарстана на расстоянии приблизительно 7 км на юг от районного центра села Тюлячи у старого русла реки Мёша.

## История
Основано во времена Казанского ханства, упоминалось также как Рождественское. В 1840 году была построена Введенская церковь (ныне руины). В начале XX века центр волости.

## Население
Постоянных жителей было: в 1782 году — 90 душ мужского пола, в 1859—630, в 1897—787, в 1908—939, в 1920—998, в 1926—985, в 1938—865, в 1949—600, в 1958—568, в 1970—485, в 1979—431, в 1989—350, 384 в 2002 году (русские 89 %), 340 в 2010.

## Достопримечательности
Новая Введенская церковь (с 2007 года) и старая в руинированном виде.